# آلتينقال
آلتينقال هي بلدة ومركز مقاطعة آلتينقال في ولاية أنديجان في أوزبكستان.